# Arispe (geslacht)
Arispe is een geslacht van vlinders van de familie snuitmotten (Pyralidae), uit de onderfamilie Pyralinae.

## Soorten
- A. cestalis Hulst, 1886
- A. concretalis Ragonot, 1891
- A. ovalis Ragonot, 1891